# سواتی میکولاش
سواتی میکولاش (به لاتین: Svatý Mikuláš) یک منطقهٔ مسکونی در جمهوری چک است که در ناحیه کوتنا هورا واقع شده‌است. سواتی میکولاش ۱۷٫۸۲ کیلومتر مربع مساحت و ۷۸۶ نفر جمعیت دارد و ۲۰۶ متر بالاتر از سطح دریا واقع شده‌است.

## نگارخانه

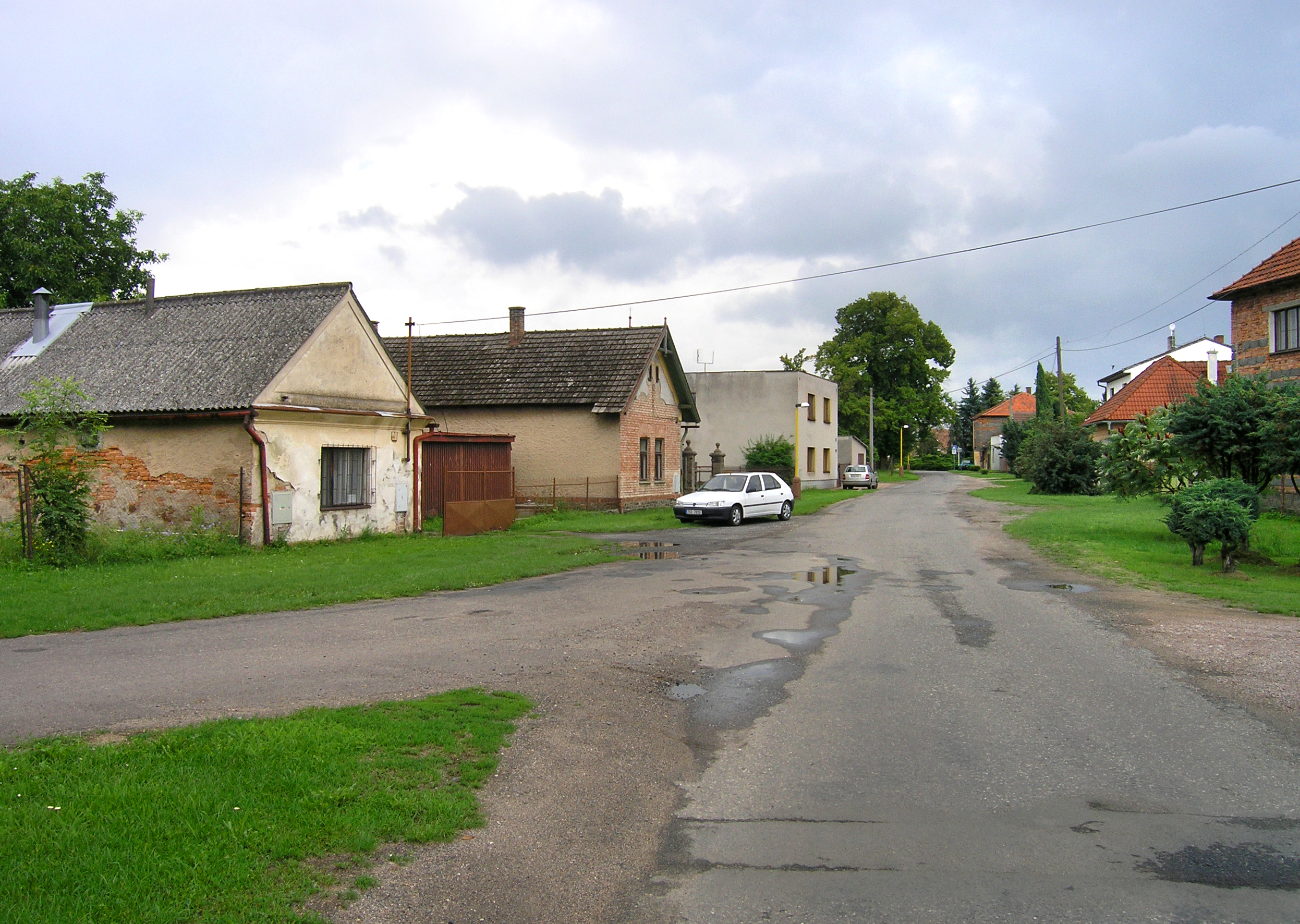
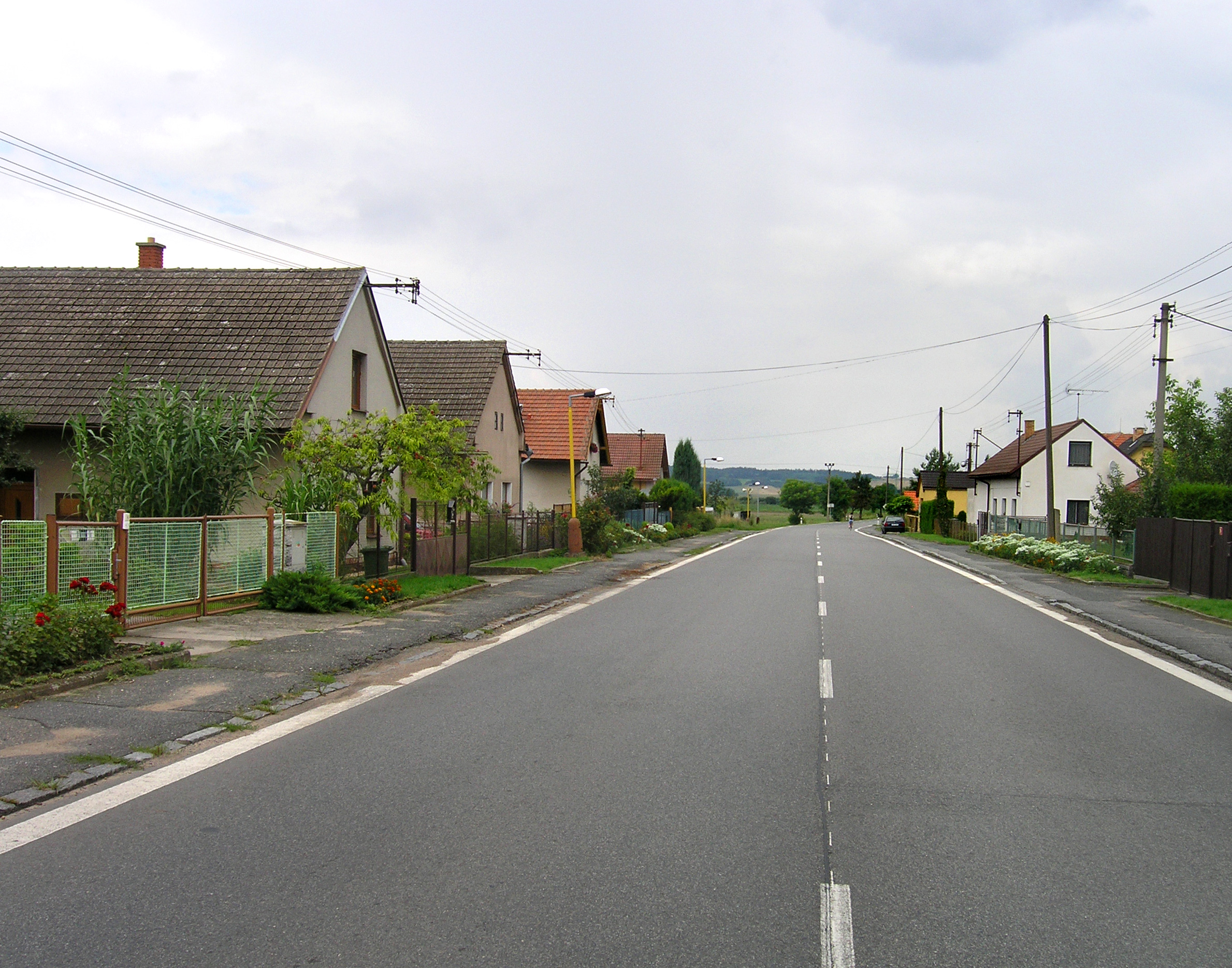